# Еленинский переулок (Санкт-Петербург)
Еле́нинский переулок — меридиональный переулок в историческом районе Тентелева Кировского административного района Санкт-Петербурга. Проходит от улицы Швецова на юго-восток в нежилой зоне вдоль Балтийской железной дороги. Большинство зданий, выходящих в переулок, имеют нумерацию по улице Швецова и Михайловскому переулку.

## История
Название переулка известно с 1903 года. Происхождение названия не установлено, вероятно, связано с именем землевладелицы.
В начале XX века Еленинский переулок соединял Некрасовскую улицу (современная улица Швецова) с упразднённым позднее участком Левой Тентелевой улицы. С 1914 года до 1950-х годов в состав переулка входил участок от Урюпина переулка до улицы Швецова. В 1960-х годах Еленинский переулок был упразднён, здания по нему перенумерованы по улице Швецова. Продолжал существовать как проезд без названия. В 2010 году название переулка было восстановлено.

## Пересечения
Единственное пересечение Еленинского переулка с другими улицами — примыкание к улице Швецова.

## Транспорт
Ближайшие к Еленинскому переулку станции метро — «Нарвская» (около 1 км по прямой от начала переулка) и «Балтийская» (около 1,15 км по прямой от начала переулка) 1-й (Кировско-Выборгской) линии.
Движение наземного общественного транспорта по переулку отсутствует.
Ближайшая к Еленинскому переулку железнодорожная платформа — Электродепо (около 600 м по прямой от конца переулка). На расстоянии около 1,1 км по прямой от начала переулка находится Балтийский вокзал, 

## Общественно значимые объекты
- ветеринарная станция Кировского района (у примыкания к улице Швецова) — дом 2 / улица Швецова, дом 47, литера А;
- ЗАО «Производственное Объединение „Возрождение“» — Михайловский переулок, дом 4а[4][5];
- технопарк «Нарвский» — улица Швецова, дом 41, литера А.